# Bogdan Mara
Ion Bogdan Mara (Deva, 29 settembre 1977) è un ex calciatore rumeno, di ruolo centrocampista, attualmente direttore sportivo del CFR Cluj.

## Palmarès
- Campionato rumeno: 2

Unirea Urziceni: 2008-09
CFR Cluj: 2009-10
- Coppa di Romania: 2

Dinamo Bucarest: 1999-00
CFR Cluj: 2008-09
- Supercoppa di Romania: 1

CFR Cluj: 2009